# Tystnadsspiralen
Teorin om tystnadsspiralen presenterades i The Spiral of Silence: Public Opinion - Our Social Skin av Elisabeth Noelle-Neumann som publicerades 1974. Teorin går ut på att man är mindre benägen att framföra en åsikt om man tror att man är i minoritet. Och om ingen uttrycker en åsikt så tror man att den är i minoritet. Det blir som en spiral.  
Noelle-Neumann undersöker i sin bok hur offentlig opinion fungerar som en form av social kontroll där individer uppfattar opinionen runtomkring dem och därefter formar sitt beteende utefter den rådande attityden om vad som är acceptabelt.